# Liste der Monuments historiques in Souppes-sur-Loing
Die Liste der Monuments historiques in Souppes-sur-Loing führt die Monuments historiques in der französischen Gemeinde Souppes-sur-Loing auf.

## Liste der Bauwerke
| Bezeichnung                     | Beschreibung                     | Standort | Kennzeichnung | Schutzstatus | Datum | Bild           |
| ------------------------------- | -------------------------------- | -------- | ------------- | ------------ | ----- | -------------- |
| Kloster Cercanceaux             | Erbaut ab 1181                   | (Lage)   | PA00087289    | Inscrit      | 1926  | weitere Bilder |
| Kirche St-Clair-St-Léger        | Erbaut im späten 12. Jahrhundert | (Lage)   | PA00087290    | Classé       | 1908  | weitere Bilder |
| Polissoirs du Gué de Beaumoulin | Neolithikum                      | (Lage)   | PA00087291    | Classé       | 1889  |                |

## Liste der Objekte

### Kirche St-Clair-St-Léger
Zum Verständnis siehe: Kirchenausstattung
| Bezeichnung                                                     | Beschreibung           | Standort | Kennzeichnung | Schutzstatus | Datum | Bild           |
| --------------------------------------------------------------- | ---------------------- | -------- | ------------- | ------------ | ----- | -------------- |
| Gemälde Heilige Familie                                         | Holz, 17. Jahrhundert  | (Lage)   | PM77004691    | Inscrit      | 1987  |                |
| Fragment eines Lesepultes mit Adler                             | Holz, 18. Jahrhundert  | (Lage)   | PM77003889    | Inscrit      | 1980  |                |
| Skulptur des heiligen Léger                                     | Holz, 18. Jahrhundert  | (Lage)   | PM77004900    | Inscrit      | 2007  |                |
| Grabplatte eines Bauern                                         | Stein, 16. Jahrhundert | (Lage)   | PM77001699    | Classé       | 1913  |                |
| Ölgemälde Saint Eloi, saint Roch et saint Vincent               | 18. Jahrhundert        | (Lage)   | PM77004593    | Inscrit      | 1986  |                |
| Ölgemälde Madonna mit Kind                                      | 19. Jahrhundert        | (Lage)   | PM77004677    | Inscrit      | 1987  |                |
| Skulptur Christus am Kreuz                                      | Holz, 17. Jahrhundert  | (Lage)   | PM77003888    | Inscrit      | 1980  |                |
| Ölgemälde Die Heilung eines Blinden                             | 1821                   | (Lage)   | PM77004594    | Inscrit      | 1986  |                |
| Ölgemälde Heilige Familie oder Rast bei der Flucht nach Ägypten | um 1700                | (Lage)   | PM77004841    | Inscrit      | 2002  |                |
| Kanzel                                                          | Holz, 18. Jahrhundert  | (Lage)   | PM77001701    | Classé       | 1954  |                |
| Grabplatte für Denise du Boulay                                 | Stein, 16. Jahrhundert | (Lage)   | PM77001700    | Classé       | 1944  |                |
| Retabel mit der Passionsgeschichte                              | Holz, 16. Jahrhundert  | (Lage)   | PM77001698    | Classé       | 1903  | weitere Bilder |